# Гродно (станция)
Гродно (бел. Гродна) — частично электрифицированная железнодорожная станция в городе Гродно (Беларусь) в Барановичском отделении Белорусской железной дороги. Административно объединена со станциями Аульс, Лососно, Брузги, Поречье. Ежесуточно обслуживает до 10 тысяч человек. При вокзале станции действуют таможенная и пограничная зоны.
В здании вокзала имеются залы ожидания, сопутствующие сервисы и административный блок.
На вокзале есть пассажирские пути как на русской колее (1524 мм), так и на европейской колее (1435 мм). В 1986 году часть путей европейской колеи была электрифицирована на постоянном токе 3 кВ для организации прямого сообщения с Польшей польскими электропоездами и также поездом дальнего следования Гродно - Краков. Направления на Поречье и Мосты неэлектрифицированные. С лета 2024 года электрифицированные отрезки четырёхниточных путей на станции, в силу неиспользуемости контактной сети после закрытия движения поездов польского формирования, используются для проведений испытаний под напряжением электропоездов ЭП2Д, находящихся в собственности ЦППК и проходящих ТР-3 или капитальный ремонт в Барановичах.
Вокзал расположен на улице Будённого.

## История

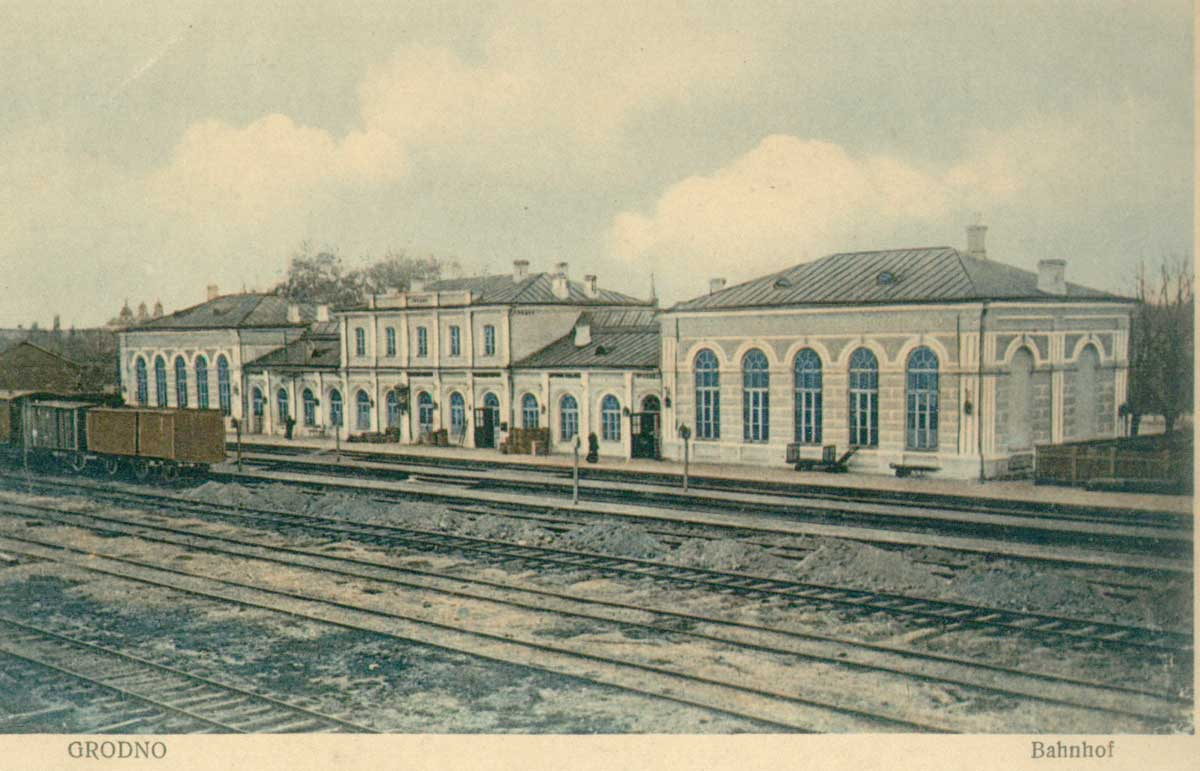
вокзал в начале XX века

Станция Гродно открыта 15 декабря 1862 года на участке Гродно—Поречье бывшей Петербурго-Варшавской железной дороги (позднее — Полесских железных дорог), первой железной дороги на территории современной Белоруссии. С 1907 года — узловая.
До 1946 года станция была в составе упразднённой Белостокской железной дороги, до 1951 года — в составе ликвидированного Гродненского отделения упразднённой Брест-Литовской железной дороги.
Современное здание вокзала было построено в 1986 году (старое при этом было снесено). К 2013 году произведено обновление вокзального здания, масштабная реконструкция всего вокзально-станционного комплекса завершается в 2015 году.

#### Восстание
2 (14) марта 1863 года группа из 42 повстанцам под командованием капитана повстанческих войск Леона Кульчицкого атаковала Гродненский железнодорожный вокзал. Их целью был захват паровоза, с помощью которого они планировали пробиться в Поречье до лагеря отряда Людвига Нарбута. Однако роте регулярных войск, которая охраняла вокзал, удалось во время продолжительного боя отразить нападение мятежников и пресечь их попытку захватить транспорт. В результате из 42 бойцов лишь 5 человек (включая Кульчицкого) избежали пленения либо смерти в бою и смогли присоединиться к отряду Нарбута.
В 1995 г. на здании железнодорожного вокзала была установлена памятная доска в честь повстанцев.

## Сообщение по станции
Через станцию ежедневно проходит до 30 пар поездов, в том числе международного сообщения — 7, внутриреспубликанского — 4 и пригородного — 19.
Вокзал отправляет и принимает поезда, следующие по направлениям на Минск-Пассажирский, Витебск, Могилёв I, Гомель, Санкт-Петербург-Витебский, (поезда дальнего следования), Брест, Адлер, Москву (беспересадочные вагоны), Лиду, Барановичи-Центральные, Брузги, Узбережь, Учитель, Поречье (пригородные дизель-поезда).
Поезда дальнего следования по станции:
| № поезда | Маршрут движения           | № поезда | Маршрут движения           |
| -------- | -------------------------- | -------- | -------------------------- |
| 609      | Гомель — Гродно            | 610      | Гродно — Гомель            |
| 623/633  | Витебск/Коммунары — Гродно | 624/634  | Гродно — Витебск/Коммунары |
| 627      | Минск — Гродно             | 628      | Гродно — Минск             |
| 729      | Минск — Гродно             | 730      | Гродно — Минск             |
| 631      | Гомель — Гродно            | 632      | Гродно — Гомель            |
| 673      | Минск — Гродно             | 674      | Гродно — Минск             |
| 677      | Минск — Гродно             | 678      | Гродно — Минск             |

### Пригородные поезда

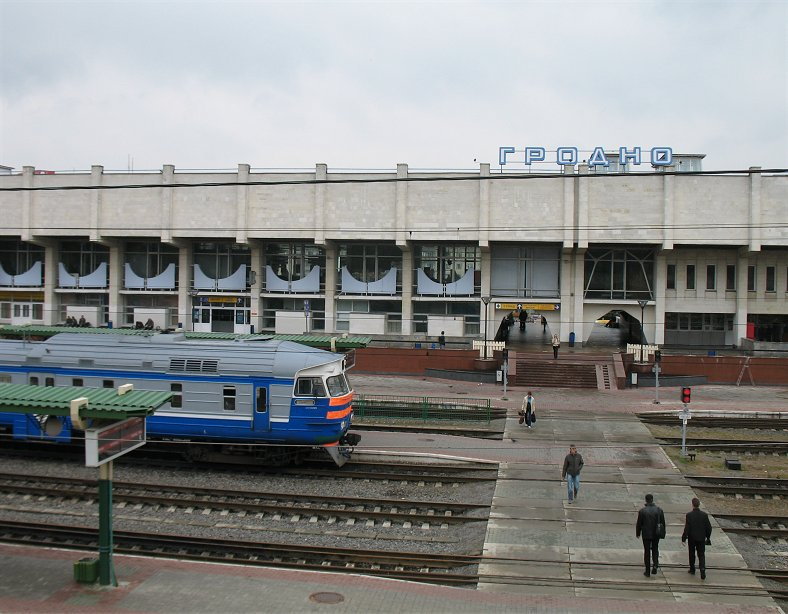

Со стороны Польши на станцию приходит один четырёхниточный путь. На вокзале несколько четырёхниточных путей. Электропоезда PKP прибывают на первый путь у здания, дальше этот путь сразу же заканчивается в тупике. Эта платформа может закрываться воротами. На любой путь может прибыть поезд ДР1А, который идёт до границы с Польшей .
Два дальних пути — тоже четырёхниточные, на них может прибыть электровоз с двумя вагонами из Кракова. Дальше путь стандартной колеи уходит в грузовой парк. Там есть веерное депо с поворотным кругом совмещённой колеи, в депо имеется несколько тепловозов ЧМЭ3 и М62 стандартной колеи с винтовой стяжкой.